# المشقر
المشقر هي بلدة أردنية تقع في لواء ناعور إلى الجنوب الغربي من مركز العاصمة عمان وتبعد عنها 25 كم. هنالك روايات كثيرة لتسميتها بهذا الأسم: أولها ما ذكره ياقوت الحموي في كتابه معجم البلدان بأنها مأخوذة من الشقرة وهي الحمرة أو من الشقر وهي شقائق النعمان وقد أطلق هذا الاسم على حصن بين نجران والبحرين، أما الرواية الثانية؛ فأن اللفظة مشتقة من ’’ المشجر’’ أي المكان كثيف الشجر وقد قلبت الجيم قافا بلهجة سكان البلدة المحليين، وهذه الرواية الأرجح.
حسب إحصاءات سنة 2018 بلغ عدد سكان البلدة 5972 نسمة (2992 ذكور و 2980 إناث)، وتوجد نسبة كبيرة منهم من الجامعيين وأصحاب الشهادات العليا، وقد شغل أبناؤها وتبوّؤوا العديد من المناصب الهامة في الدولة مدنية وعسكرية.